# 松元和昭
松元 和昭（まつもと かずあき、1968年6月2日 - ）は、日本の元空手選手であり、空手道指導者。鹿児島県鹿屋市出身。福岡大学経済学部経済学科卒。
公益財団法人全日本空手道連盟公認六段。公益財団法人日本体育協会公認空手道コーチ4。

## 人物
全日本空手道連盟ナショナルチームに11年間所属し、世界選手権銅メダル、アジア選手権2階級制覇（70kg・75kg）、国民体育大会無差別級優勝、全日本選手権3位入賞など輝かしい戦績を残す。
現在は、近畿大学工学部空手道部監督として後進の指導にあたり、西日本大学選手権優勝、全日本大学選手権準優勝などの好成績を指導者としても残す。全日本大学選手権の制覇が待ち望まれる。
その他の主な肩書きは、公益財団法人全日本空手道連盟選手強化委員（Jr.担当）、全日本学生空手道連盟選手強化委員、中四国学生空手道連盟監督部会長、広島県空手道連盟強化委員長など。

## 関連記事
- 空手家一覧
- 福岡大学の人物一覧
- 鹿児島県出身の人物一覧